# 시구르 2세

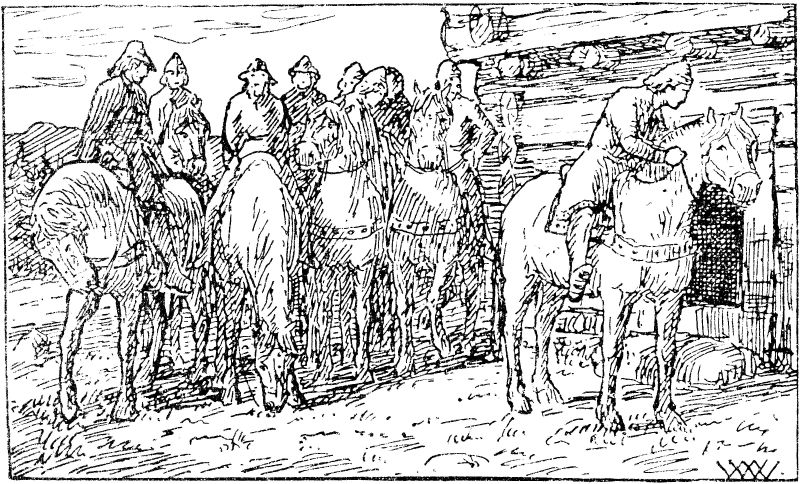
시구르 2세가 이끄는 군대

시구르 2세(노르웨이어: Sigurd II, 1133년 ~ 1155년 2월 6일) 또는 시구르 하랄손(노르웨이어: Sigurd Haraldsson, 고대 노르드어: Sigurðr Haraldsson)은 노르웨이의 국왕(재위: 1136년 ~ 1155년 2월 6일)이다. 길리 가 출신이며 입의 왕 시구르(고대 노르드어: Sigurd Munn)라는 별칭으로 부르기도 한다.

## 생애
하랄 4세 국왕과 그의 첩인 토라 구토름스도테르(Tora Guttormsdotter)의 아들로 태어났다. 1136년 하랄 4세 국왕이 살해당하면서 노르웨이의 국왕으로 즉위했다. 즉위 당시에는 나이가 어렸기 때문에 그의 형제였던 잉에 1세, 망누스 4세와 함께 노르웨이의 공동 군주 역할을 수행했다.
1152년에는 교황 특사였던 니콜라스 브레이크스피어(Nicholas Breakspear, 훗날 하드리아노 4세 교황으로 즉위함)가 노르웨이를 방문했다. 이를 계기로 니다로스(Nidaros, 현재의 트론헤임)에는 노르웨이의 독립적인 주교구가 설립되었다. 1155년 2월 6일 베르겐에서 노르웨이 내전을 종식시키기 위한 평화 협상을 진행하던 도중에 잉에 1세와의 싸움이 벌어지면서 살해당하고 만다.